# Crystal Player
Crystal Player — компьютерная программа, медиаплеер для операционных систем семейства Microsoft Windows. Разработка «Crystal Player» была начата в октябре 2002 года россиянином Кимом Бондаренко. В марте 2003 года в Санкт-Петербурге Кимом Бондаренко, Филиппом Филоненко и Михаилом Филипповичем была основана компания «ООО Кристал Реалити» (англ. Crystal Reality), основная цель которой состояла в дальнейшем развитии и распространении «Crystal Player».
«Crystal Player» содержит собственный видеодвижок и поэтому не использует встроенные библиотеки WindowsMedia. «Crystal Player» поддерживает множество медиаконтейнеров, видео- и аудиокодеков, а также разнообразных видео- и аудиотехнологий.
«Crystal Player» поставляется в двух версиях — бесплатной «Crystal Player Free» и платной «Crystal Player Pro». Различия между ними приведены в таблице ниже.
Версия 1.99 стала бесплатной.
| Features                                                                | 1.99 Pro | 1.99 Free |
| ----------------------------------------------------------------------- | -------- | --------- |
| Скины                                                                   | Да       | Да        |
| Режимы проблем со скоростью                                             | Да       | Да        |
| Многоязычная поддержка                                                  | Да       | Да        |
| Многоцветные экранные элементы управления и полоса поиска               | Да       | Да        |
| Субтитры                                                                | Да       | Да        |
| Поддержка внешних звуковых потоков                                      | Да       | Да        |
| Плей-листы с закладками                                                 | Да       | Да        |
| Захват изображений                                                      | Да       | Да        |
| Сообщения помощи рантайм                                                | Да       | Да        |
| Статистика и рекомендации рантайм                                       | Да       | Да        |
| Коррекция соотношения сторон экрана и сдвига аудио- и текстовых потоков | Да       | Да        |
| Графический 10-полосный эквалайзер                                      | Да       | Да        |
| Постобработка видео                                                     | Да       | Нет       |
| Увеличение, прокрутка и панорама                                        | Да       | Нет       |
| Суперсемплинг                                                           | Да       | Нет       |
| Интерполяция движения (иногда называемая «мультисемплингом»)            | Да       | Нет       |
| Видеофильтры                                                            | Да       | Нет       |
| Аудиофильтры                                                            | Да       | Нет       |
| Автоматический загрузчик кодеков                                        | Да       | Нет       |
| Родная поддержка формата Crystal MPEG1/2                                | Да       | Нет       |
| Родная поддержка формата Crystal AVI                                    | Да       | Нет       |
| Видеодекодер Crystal MPEG1/2                                            | Да       | Нет       |
| Многоканальный аудиодекодер Crystal AC3                                 | Да       | Нет       |
| Поддержка Юникода                                                       | Нет      | Нет       |